# 柳川停留場
柳川停留場（日语：／ Yanagawa teiryūjō */?），又稱柳川電車站，是位於岡山縣岡山市北區野田屋町一丁目和磨屋町，岡山電氣軌道東山本線和清輝橋線的電車站。車站編號為H03（東山本線）、S03（清輝橋線）。

## 歷史
- 1912年（明治45年）5月5日 站前（現時：岡山站前） - 御城下（現時：城下）之間開通[1]，此站啟用。

## 電車站構造
電車站是建造在共用行車道上。電車站設有1面2線的島式低地台月台。
此站為東山本線和清輝橋線的轉乘站。

## 電車站周邊
- 岡電巴士「柳川西」、「柳川」巴士站
- 宇野巴士（日语：宇野自動車）「柳川」、「柳川西」、「岡電柳川」巴士站
- 國道53號（日语：国道53号）（國道180號（日语：国道180号）重疊區間）
- 岡山縣道42號岡山停車場線（日语：岡山県道42号岡山停車場線）、岡山縣道27號岡山吉井線（日语：岡山県道27号岡山吉井線）（桃太郎大通（日语：桃太郎大通り））
- 岡山中央警署（日语：岡山中央警察署）柳川交番
- 兩備Grace TowerⅠ、Ⅱ
- Halle Cross Tower（兩備Grace Tower Ⅲ）
- 廣島銀行岡山分店

## 相鄰電車站
岡山電氣軌道
■東山本線
西川綠道公園（H02）－柳川（H03）－城下（H04）
■清輝橋線
西川綠道公園（S02）－柳川（S03）－郵便局前（S04）

## 注腳
1. ↑  岡山電気軌道　路面電車のあゆみ （页面存档备份，存于）（日語）

## 外部連結
- 岡山電気軌道株式会社 電車事業部（路面電車） （页面存档备份，存于）（日語）